# Meteorit marcià
Un meteorit marcià és una roca que es va formar al planeta Mart i després va ser expulsada de Mart per l'impacte d'un asteroide o un cometa, i finalment va aterrar a la Terra. Dels més de 61.000 meteorits que s'han trobat a la Terra, 132 van ser identificats com marcians Aquests meteorits es creu que són de Mart, ja que tenen composicions elementals i isotòpiques que són similars a les roques i gasos de l'atmosfera analitzats per les naus espacials a Mart. El 17 d'octubre de 2013, la NASA va informar, basant-se en l'anàlisi d'argó a l'atmosfera marciana pel Mars rover Curiosity, que alguns meteorits que s'han trobat a la Terra creient que provenien de Mart, efectivament ho eren
El terme meteorit marcià no es refereix pas als meteorits que s'han trobat al mateix planeta Mart, com per exemple el meteorit Heat Shield Rock
El 3 de gener de 2013, la NASA va informar que un meteorit, anomenat NWA 7034, trobat el 2011 al desert del Sàhara, es va determinar que provenia efectivament de Mart i es va trobar que contenia deu vegades més aigua que d'altres meteorits marcians trobats a la Terra. Es va determinar que aquest meteorit es va formar 2.100 milions d'anys enrere durant el període geològic marcià Amazonià.

## Subdivisions

Els meteorits marcians es divideixen en 3 grups (color taronja) i dos subgrups (groc). SHE = Shergottita, NAK = Nakhlita, CHA = Chassignita, OPX = Ortopiroxenita (ALH 84001), BBR = Bretxa basàltica (NWA 7034).

Els meteorits marcians es divideixen en tres grups principals: les shergottites, les nakhlites i les chassignites. Fins al mes d'agost de 2017, dels gairebé 200 meteorits marcians trobats a la Terra el 81,3% eren shergottites, el grup evidentment més nombrós, el 10,1% eren nakhlites i l'1,5% chassignites. A més d'aquests meteorits, n'hi ha uns quants que es classifiquen simplement com a "meteorits marcians" (1,5%), com a "bretxes basàltiques" (4,5%), com a "ortopiroxens" o "OPX" (0,5%) i com a "augita-basalt" (0,5%).

## Origen
La majoria dels meteorits SNC són bastant jove en comparació amb la majoria dels meteorits i sembla donar a entendre que l'activitat vulcànica va estar present a Mart fa només uns pocs centenars de milions d'anys. La relativament recent edat de formació dels meteorits marcians va ser una de les característiques reconegudes primer que van suggerir el seu origen a partir d'un cos planetari com Mart. Entre els meteorits marcians, només ALH 84001 i NWA 7034 tenen edats radiomètriques majors d'uns 1.400 Ma (Ma = milions d'anys). Totes les nakhlites, així com Chassigny i NWA 2737, donen similars, si no idèntiques, edats de formació al voltant de 1.300 Ma, segons el que determina diverses tècniques de datació radiomètrica.
Es va afirmar recentment que tots els meteorits shergottites de cràter Mojave de Mart.

## Possible evidència de vida
S'han trobat diversos meteorits marcians que contindrien el que alguns pensen que és evidència de formes de vida marcianes fossilitzades. El més important d'ells és un meteorit que es troba a la Allan Hills de l'Antàrtida ( ALH 84001). L'ejecció de Mart sembla haver tingut lloc fa uns 16 milions d'anys. L'arribada a la Terra va ser fa uns 13.000 anys. Les esquerdes a la roca semblen haver-se omplert de materials carbonatats (implica que l'aigua subterrània estaria present) entre fa 4 i 3,6 milions d'anys. L'evidència d'hidrocarburs aromàtics policíclics (HAP) s'han identificat amb els nivells creixents amb la distància a la superfície. Altres meteorits antàrtics no contenen HAPs. La contaminació terrestre és presumiblement més alta en la superfície. Diversos minerals en l'ompliment d'esquerdes es dipositen en fases, en concret, ferro dipositat com magnetita, que s'afirma que és típic de biodeposició a la Terra. També hi ha petits ovoides i estructures tubulars que podrien ser nanobacteris fòssils en material carbonatat que omple les esquerdes (investigadors McKay, Gibson, Thomas-Keprta, Zare) La  micropaleontòloga Schopf, que va descriure diversos conjunts de bacteris terrestres importants, va examinar el meteorit marcià ALH 84001 i ha opinat que les estructures són massa petites per ser bacteris terrestres i no es veuen sobretot com a formes de vida en ell. La mida dels objectes és consistent amb els nanobacteris terrestres però la mateixa existència dels nanobacteris és controvertida.
Molts estudis disputen la validesa dels fòssils. Per exemple, es va trobar que la major part de la matèria orgànica en el meteorit era d'origen terrestre Però, un estudi recent suggereix que magnetita en el meteorit podria haver estat produïda per microbis marcians. L'estudi, publicat a la revista Geochemical and Meteoritic Society utilitzat la microscòpia electrònica d'alta resolució més avançada que era possible el 1996 Una dificultat seriosa amb les opinion d'un origen biogènic de les magnetites és que la majoria d'ells presenten relacions cristal·logràfiques topotàctiques amb els carbonats d'acollida (és a dir, hi ha relacions d'orientació en 3D entre la magnetita i la xarxa de carbonat), que és un potent indicador que les magnetites han crescut in situ per un mecanisme físico-químic